# Michel Kratochvil
Michel Kratochvil, né le 7 avril 1979 à Berne, est un ancien joueur de tennis professionnel suisse.
Son meilleur classement ATP est un 35e rang en juillet 2002, après avoir atteint deux finales ATP au cours de la saison précédente. Il a été membre de l'équipe de Suisse de Coupe Davis entre 2000 et 2004, avec laquelle il a joué les demi-finales de la compétition en 2003. Lors du premier tour contre les Pays-Bas, malgré une défaite en cinq manches contre Sjeng Schalken, c'est lui qui envoie son équipe en quart de finale en battant Martin Verkerk dans le match décisif. Il s'agit de sa seule victoire dans une rencontre à enjeu de la Coupe Davis.
Il compte cinq titres Challenger à son palmarès : Vienne, Sylt et Genève en 1999 et Osaka et Brest en 2000.

## Palmarès

### Finales en simple (2)
| No | Date       | Nom et lieu du tournoi                     | Catégorie   | Dotation  | Surface    | Vainqueur        | Score    |          |
| -- | ---------- | ------------------------------------------ | ----------- | --------- | ---------- | ---------------- | -------- | -------- |
| 1  | 17-09-2001 | Heineken Open, Shanghai                    | Int' Series | 375 000 $ | Dur (ext.) | Rainer Schüttler | 6-3, 6-4 |          |
| 2  | 01-10-2001 | AIG Japan Open Tennis Championships, Tokyo | Series Gold | 700 000 $ | Dur (ext.) | Lleyton Hewitt   | 6-4, 6-2 | Parcours |

## Parcours dans les tournois du Grand Chelem

### En simple
| Année | Open d'Australie | Open d'Australie | Internationaux de France | Internationaux de France | Wimbledon       | Wimbledon        | US Open         | US Open        |
| ----- | ---------------- | ---------------- | ------------------------ | ------------------------ | --------------- | ---------------- | --------------- | -------------- |
| 2000  | —                | —                | 3e tour (1/16)           | Roger Federer            | —               | —                | 1er tour (1/64) | André Sá       |
| 2001  | 3e tour (1/16)   | Patrick Rafter   | 1er tour (1/64)          | F. Meligeni              | 1er tour (1/64) | S. Grosjean      | 1er tour (1/64) | I. Kafelnikov  |
| 2002  | 2e tour (1/32)   | Alberto Martín   | 2e tour (1/32)           | Andrei Pavel             | 1/8 de finale   | Tim Henman       | 1er tour (1/64) | Alberto Martín |
| 2003  | 2e tour (1/32)   | Wayne Ferreira   | 1er tour (1/64)          | J.C. Ferrero             | 1er tour (1/64) | Rainer Schüttler | —               | —              |

N.B. : à droite du résultat se trouve le nom de l'ultime adversaire.